# Венансо
Венансо (фр. Venansault) — коммуна на западе Франции, регион Пеи-де-ла-Луар, департамент Вандея, округ Ла-Рош-сюр-Йон, кантон Ла-Рош-сюр-Йон-1. Пригород Ла-Рош-сюр-Йона, расположен в 4 км к северо-западу от  него, в 5 км от автомагистрали А87, на обеих берегах реки Гийон. 
Население (2019) — 4 628 человек.

## История
Впервые Венансо упоминается в источниках в 1080 году как поселение вокруг церкви Святого Петра. Эта церковь, как и многие дома в поселке, во время Вандейского восстания была сожжена карателями «адских колонн» в феврале 1794 года. В целом Венансо, несмотря на то, что его жители не были яростными сторонниками повстанцев-роялистов, серьезно пострадал от его последствий: около 100 человек, в основном женщины и дети, были убиты солдатами «адских колонн» 5 февраля 1794 года. С того времени сохранился памятник погибшим в память о Мучениках Венансо на нынешней стоянке в центре коммуны у Зала торжеств.

## Достопримечательности
- Церковь Святого Петра XI века в романском стиле, восстановленная в середине XIX века
- Шато ла Бурсьер XII века
- Шато Монбай
- Шато Эрмитан середины XIX века

## Экономика
Структура занятости населения:
- сельское хозяйство — 5,3 %
- промышленность — 26,2 %
- строительство — 9,1 %
- торговля, транспорт и сфера услуг — 37,0 %
- государственные и муниципальные службы — 22,3 %

Уровень безработицы (2019) — 6,0 % (Франция в целом —  12,9 %, департамент Вандея — 10,5 %). 

Среднегодовой доход на 1 человека, евро (2019) — 22 700 (Франция в целом — 21 930, департамент Вандея — 21 550).

## Демография
Динамика численности населения, чел.

## Администрация
Пост мэра Венансо с 2008 года занимает Лоран Фавро (Laurent Favreau), член Совета департамента Вандея от кантона Ла-Рош-сюр-Йон-1. На муниципальных выборах 2020 года возглавляемый им правый список победил в 1-м туре, получив 62,87 % голосов.
| Период | Период | Фамилия       | Партия                                  | Примечания                       |
| ------ | ------ | ------------- | --------------------------------------- | -------------------------------- |
| 1969   | 1977   | Эжен Куно     |                                         |                                  |
| 1977   | 1995   | Эжен Тексье   |                                         |                                  |
| 1995   | 2008   | Эмманюэль Вьо | Разные правые Союз за народное движение | бухгалтер-эксперт                |
| 2008   | 2008   | Дени Гийоне   | Разные правые                           | препаратор в аптеке              |
| 2008   |        | Лоран Фавро   | Разные правые                           | фермер, член Совета департамента |

## Города-побратимы
- Волин, Польша